# Копытовка (река, впадает в Бардово озеро)
Копытовка — река в России, течёт по территории Бежаницкого района Псковской области. Устье реки находится на высоте 174 м над уровнем моря в озере Бардово, через которое протекает река Алоля. Длина реки — 10 км.
- В 10 км от устья, по левому берегу реки впадает река Стопно[5].

## Данные водного реестра
По данным государственного водного реестра России относится к Балтийскому бассейновому округу, водохозяйственный участок реки — Великая. Относится к речному бассейну реки Нарва (российская часть бассейна).
Код объекта в государственном водном реестре — 01030000112102000027734.